# Juan José Becerra
Juan José Becerra (Junín, 15 de junio de 1965) es un escritor argentino. Dio clases de guion cinematográfico en la Universidad Nacional de La Plata.
Anteriormente escribió en la desaparecida Les Inrockuptibles (edición latinoamericana). También escribe en páginas web y medios digitales como "La Agenda de Buenos Aires". Sus críticas literarias aparecen regularmente en medios de distintas partes del mundo.

#### Obras seleccionadas
Ensayos
- Grasa (Planeta,  2007)
- La Vaca. Viaje  a  la  pampa  carnívora (Arty  Latino,  2007)
- Patriotas (Planeta, 2009)
- Fenómenos argentinos (Planeta, 2018)

Novelas
- Santo (Beatriz Viterbo, 1994)
- Atlántida (Norma, 2001)
- Miles de años (Emecé, 2004)
- Toda la verdad (Seix Barral, 2010)
- La interpretación de un libro (Candaya, 2012)[1]
- El espectáculo del tiempo (Seix Barral, 2015),[4] en España por Candaya (2015)
- El artista más grande del mundo (Seix Barral, 2017), en España por Candaya (2018)
- ¡Felicidades! (Seix Barral, 2019)
- Amor (Seix Barral, 2023)

Libros de relatos
- Dos cuentos vulgares (2012)

Teatro
- Chanta (2025)[5]

## Reconocimientos
- 2024ː Premio Konex 2024 Letras - Novelaː Período 2014-2017. Diploma al mérito.[6]